# Sebastián Eguren
Sebastián Eguren Ledesma (ur. 8 stycznia 1981 w Montevideo) – urugwajski piłkarz grający na pozycji defensywnego pomocnika.

## Kariera klubowa
Karierę piłkarską Eguren rozpoczął w stolicy Urugwaju, Montevideo. Jego pierwszym klubem w karierze był Montevideo Wanderers. W 2001 roku zadebiutował w jego barwach w urugwajskiej Primera División. W 2002 roku wystąpił z nim w Copa Libertadores. W 2003 roku przeszedł do lokalnego rywala, Club Nacional. W latach 2003 i 2004 zdobywał z nim mistrzostwo fazy Apertura. W lutym 2004 został zdyskwalifikowany na 6 miesięcy, gdyż w jego organizmie wykryto obecność kokainy. Z czasem jednak karę złagodzono.
W 2005 roku Eguren trafił do Europy i został piłkarzem norweskiego Rosenborga Trondheim. Wystąpił z nim w Lidze Mistrzów, a potem na krótko wrócił do Wanderes. W 2006 roku został wypożyczony do szwedzkiego Hammarby IF, a na początku 2007 roku sprzedany. W 2007 roku zdobył dla Hammarby 8 goli w lidze szwedzkiej. Awansował też do Pucharu UEFA poprzez Puchar Intertoto.
Na początku 2008 roku Egurena wypożyczono do hiszpańskiego Villarrealu. W Primera División zadebiutował 9 lutego w wygranym 1:0 wyjazdowym meczu z Realem Murcia. Zagrał w 15 meczach i został wicemistrzem Hiszpanii, a latem został wykupiony przez Villarreal, z którym podpisał 3-letni kontrakt. Po 2-letnim pobycie Egurena w Hiszpanii w 2010 roku został wypożyczony do AIK Sztokholm. Z kolei latem 2010 roku został piłkarzem Sportingu Gijón.
| Sezon   | Klub                 | Kraj      | Rozgrywki        | Mecze | Bramki |
| ------- | -------------------- | --------- | ---------------- | ----- | ------ |
| 2001    | Montevideo Wanderers | Urugwaj   | Primera División | 36    | 6      |
| 2002    | Montevideo Wanderers | Urugwaj   | Primera División | 27    | 6      |
| 2003    | Club Nacional        | Urugwaj   | Primera División | 26    | 4      |
| 2004    | Club Nacional        | Urugwaj   | Primera División | 13    | 1      |
| 2005    | Rosenborg BK         | Norwegia  | Tippeligaen      | 23    | 0      |
| 2005/06 | Montevideo Wanderers | Urugwaj   | Primera División | 23    | 3      |
| 2006    | Hammarby IF          | Szwecja   | Allsvenskan      | 14    | 5      |
| 2007    | Hammarby IF          | Szwecja   | Allsvenskan      | 22    | 8      |
| 2007/08 | Villarreal CF        | Hiszpania | Primera División | 15    | 0      |
| 2008/09 | Villarreal CF        | Hiszpania | Primera División | 32    | 1      |
| 2009/10 | Villarreal CF        | Hiszpania | Primera División | 14    | 0      |
| 2010    | AIK Sztokholm        | Szwecja   | Allsvenskan      | 7     | 0      |
| 2010/11 | Sporting Gijón       | Hiszpania | Primera División |       |        |

## Kariera reprezentacyjna
W reprezentacji Urugwaju Eguren zadebiutował 13 lipca 2001 roku w wygranym 1:0 meczu Copa América 2001 z Boliwią. Z Urugwajem zajął 3. miejsce na tym turnieju. W 2010 roku zajął z Urugwajem 4. miejsce w Mistrzostwach Świata w RPA.